# Falck Ambulans
Falck Ambulans AB är ett svenskt dotterbolag inom den danska räddningskoncernen Falck A/S. Falck Ambulans sysselsätter 1.400 personer (743 årsanställda) och bedriver sedan 1986 ambulanssjukvård i Sverige. Det görs med ambulans, akutläkarbil, MC-ambulans, intensivvårdsambulans, sjöambulans och ambulanshelikopter.